# Будилка (Сумская область)
Буди́лка (укр. Будилка) — село, Будильский сельский совет, Лебединский район, Сумская область, Украина.
Население по переписи 2001 года составляло 2049 человек.
Является административным центром Будильского сельского совета, в который, кроме того, входят сёла Гарбари, Грабцы, Дремлюги, Куличка, Селище, Софиевка, Чернецкое и Тимофеевка.

## Географическое положение
Село Будилка находится на берегу реки Будылка, которая через 5 км впадает в реку Псёл,
выше по течению на расстоянии в 1,5 км расположено село Куличка,
ниже по течению на расстоянии в 3 км расположено село Селище.
На расстоянии в 1 км расположено село Дремлюги, в 2-х км — Боровенька.
К селу примыкает большой лесной массив (сосна).
Через село проходит автомобильная дорога Т-1908.
К селу ведёт законсервированная железнодорожная ветка от города Лебедин.

## История
- Село Будилка основано в 30-х годах XVII века.

## Экономика
- Будильский спиртовой завод.
- «Агросвит», ЗАО. (на данный момент не работает)[источник не указан 1692 дня]
- «Будильское», ООО.[источник не указан 1692 дня]
- ГП «Будильський экспериментальный завод».[источник не указан 1692 дня]
- Будилковская хлебопекарня.(на данный момент не работает) [источник не указан 1692 дня]

## Объекты социальной сферы
- Детский сад.[источник не указан 1692 дня]
- Школа.[источник не указан 1692 дня]
- Дом культуры.[источник не указан 1692 дня]

## Известные люди
- Гриценко Иван (Игнат) Кузьмич (1905—1943) — Герой Советского Союза, родился в селе Будилка.